# 朱楩
朱 楩（しゅ へん、洪武12年3月23日〈1379年4月9日〉- 景泰元年3月29日〈1450年5月10日〉）は、明の皇族。
初代皇帝である朱元璋（洪武帝）の十八男。生母は周妃。第3代皇帝である永楽帝の異母弟。

## 概要
洪武24年（1391年）、岷王に封じられる。洪武28年（1395年）、雲南王に変更された。性格はいい加減かつ狂人的な一面があったとされる。封地には王宮も造らずにあばら家で過ごし、国政も顧みなかったという。このため父が亡くなって建文帝が即位すると、その側近である方孝孺らによって狂気を理由にして真っ先に藩王削減政策の標的とされ、取り潰されて庶人に落とされた上に漳州に流罪とされた。
靖難の変が終わって異母兄の朱棣が永楽帝として即位すると復権する。しかし性格は全く改まることなく、礼節や法を破り、家臣や民衆を気分次第で殺したり勝手に印綬を偽造して命令を出したりするなどした。遂に永楽帝の怒りを招き、王の印綬を没収されて召還された。のちに罪は許されたが、権限はほとんど剥奪されて王位は名目的なものだけになり、王宮の創設すら許されなかったという。
景泰元年（1450年）、72歳で死去し、「荘」と諡された。

## 子
1. 廃世子 朱徽焲
2. 岷恭王 朱徽煣
3. 江川王 朱徽煝
4. 広通王 朱徽煠
5. 陽宗王 朱徽焟